# Spinanomala dentipennis
Spinanomala dentipennis är en skalbaggsart som beskrevs av Lin 1966. Spinanomala dentipennis ingår i släktet Spinanomala och familjen Rutelidae. Inga underarter finns listade i Catalogue of Life.